# Grand-Champ
Grand-Champ är en kommun i departementet Morbihan i regionen Bretagne i nordvästra Frankrike. Kommunen ligger i kantonen Grand-Champ som tillhör arrondissementet Vannes. År 2022 hade Grand-Champ 5 859 invånare.

## Befolkningsutveckling
Antalet invånare i kommunen Grand-Champ
| Referens: INSEE |